# サント＝カトリーヌ (ピュイ＝ド＝ドーム県)
サント＝カトリーヌ （Sainte-Catherine）は、フランス、オーヴェルニュ＝ローヌ＝アルプ地域圏、ピュイ＝ド＝ドーム県のコミューン。公式ではないが、サント＝カトリーヌ＝デュ＝フレス（Sainte-Catherine-du-Fraisse）の名で呼ばれることもある。

## 地理

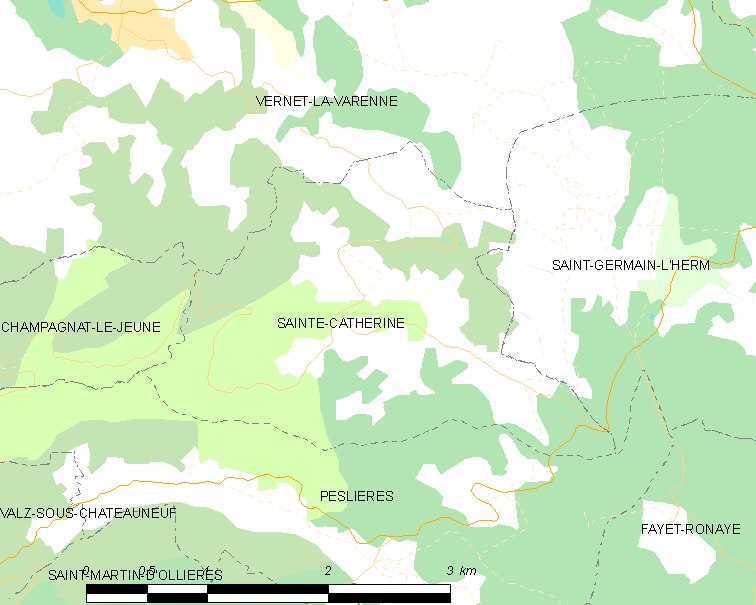

中心部であるル・ブール集落を含めて、13の集落から構成されている。コミューンはリヴラドワ・フォルズ地域圏自然公園の一部である。

## 人口統計
| 1962年 | 1968年 | 1975年 | 1982年 | 1990年 | 1999年 | 2007年 | 2012年 |
| ------ | ------ | ------ | ------ | ------ | ------ | ------ | ------ |
| 113    | 100    | 83     | 84     | 71     | 61     | 60     | 59     |

source=1999年までLdh/EHESS/Cassini、2004年以降INSEE

## 史跡
- 教会 - ロマネスク様式